# Vlad Olteanu
Vlad Alexandru Olteanu (sinh ngày 21 tháng 3 năm 1996) là một cầu thủ bóng đá người România thi đấu cho Dinamo București ở vị trí hậu vệ trái.

## Danh hiệu
FC Voluntari
- Siêu cúp bóng đá România: 2017